# Гуд-Гоуп (Каліфорнія)
Гуд-Гоуп (англ. Good Hope) — переписна місцевість (CDP) в США, в окрузі Ріверсайд штату Каліфорнія. Населення — 9468 осіб (2020).

## Географія
Гуд-Гоуп розташований за координатами 33°46′14″ пн. ш. 117°16′38″ зх. д. / 33.77056° пн. ш. 117.27722° зх. д. (33.770625, -117.277178). За даними Бюро перепису населення США в 2010 році переписна місцевість мала площу 29,09 км², уся площа — суходіл.

### Клімат
| Клімат : Гуд-Гоуп     | Клімат : Гуд-Гоуп | Клімат : Гуд-Гоуп | Клімат : Гуд-Гоуп | Клімат : Гуд-Гоуп | Клімат : Гуд-Гоуп | Клімат : Гуд-Гоуп | Клімат : Гуд-Гоуп | Клімат : Гуд-Гоуп | Клімат : Гуд-Гоуп | Клімат : Гуд-Гоуп | Клімат : Гуд-Гоуп | Клімат : Гуд-Гоуп | Клімат : Гуд-Гоуп |
| Показник              | Січ.              | Лют.              | Бер.              | Квіт.             | Трав.             | Черв.             | Лип.              | Серп.             | Вер.              | Жовт.             | Лист.             | Груд.             | Рік               |
| Середній максимум, °C | 17,2              | 19,4              | 20,6              | 23,3              | 26,7              | 30,6              | 35,6              | 35,6              | 35,6              | 30,6              | 23,3              | 18,9              | 26,7              |
| Середній мінімум, °C  | 2,2               | 2,8               | 3,9               | 6,1               | 8,3               | 10,0              | 13,9              | 13,9              | 12,8              | 7,8               | 5,0               | 2,8               | 7,2               |
| Норма опадів, мм      | 97                | 23                | 41                | 23                | 10                | 0                 | 3                 | 0                 | 5                 | 0                 | 30                | 38                | 272               |
| --------------------- | ----------------- | ----------------- | ----------------- | ----------------- | ----------------- | ----------------- | ----------------- | ----------------- | ----------------- | ----------------- | ----------------- | ----------------- | ----------------- |
| Джерело: Weatherbase  |                   |                   |                   |                   |                   |                   |                   |                   |                   |                   |                   |                   |                   |

## Демографія
Згідно з переписом 2010 року, у переписній місцевості мешкали 9192 особи в 2103 домогосподарствах у складі 1782 родин. Густота населення становила 316 осіб/км².  Було 2370 помешкань (81/км²).
Расовий склад населення:
| - 45,2 % — білих - 7,3 % — чорних або афроамериканців - 1,1 % — корінних американців - 0,7 % — азіатів - 42,3 % — осіб інших рас |

До двох чи більше рас належало 3,4 %. Частка іспаномовних становила 79,6 % від усіх мешканців.
За віковим діапазоном населення розподілялося таким чином: 34,6 % — особи молодші 18 років, 57,8 % — особи у віці 18—64 років, 7,6 % — особи у віці 65 років та старші. Медіана віку мешканця становила 27,2 року. На 100 осіб жіночої статі у переписній місцевості припадало 108,6 чоловіків;  на 100 жінок у віці від 18 років та старших — 105,4 чоловіків також старших 18 років.
Середній дохід на одне домашнє господарство  становив 45 134 долари США (медіана — 35 688), а середній дохід на одну сім'ю — 47 731 долар (медіана — 40 756). Медіана доходів становила 25 362 долари для чоловіків та 26 442 долари для жінок. За межею бідності перебувало 38,1 % осіб, у тому числі 54,2 % дітей у віці до 18 років та 14,3 % осіб у віці 65 років та старших.
Цивільне працевлаштоване населення становило 2976 осіб. Основні галузі зайнятості: роздрібна торгівля — 16,3 %, науковці, спеціалісти, менеджери — 14,3 %, будівництво — 13,5 %.